# Джерело б/н (урочище «Кантина»)
Джерело б/н — гідрологічна пам'ятка природи місцевого значення. Об'єкт розташований на території Міжгірського району Закарпатської області, урочище «Кантина».
Площа — 0,5 га, статус отриманий у 1984 році (Рішення Зокарпатського Облвиконкому від 23.10.1984 р. № 253). Увійшла до складу НПП "Синевир" відповідно до Постанови Ради Міністрів УРСР від 05.01.1989 р.
Охороняється джерело гідрокарбонатно-кальцієвомагнієво-натрієвої води. Загальна мінералізація - 0,5 г/л. Корисні властивості: лікування захворювань органів травлення.